# 塔胡恩塔薩
塔胡恩塔薩（Tarhuntassa）是一個至今尚未發掘的青銅器時代的城市遺址，在今日土耳其境內，位於哈圖沙以南。根據推斷，其可能的位置有科尼亞、奇里乞亞附近、格克蘇河谷地、以及開塞利附近地區。Kilise Tepe遺址（在穆特，以前被稱作Maltepe）也被人推斷認為是塔胡恩塔薩。另一個可能的地方是卡拉曼以北的Kızıldağ。
前13世紀早期，穆瓦塔里二世將西臺的首都從哈圖沙搬遷到了塔胡恩塔薩。其子穆爾西里三世後來將首都搬回了哈圖沙。哈圖西里三世篡奪穆爾西里的王位後，新國王任命穆瓦塔里的兒子Kurunta為這裡的國王。